# فرانشيسكو كابيللي (رسام)
فرانشيسكو كابيللي (بالإيطالية: Francesco Capelli)‏ رسام إيطالي (ولد في مودينا عام 1568) في عصر النهضة